# Laura Roslin
 (mars 2022).
Si vous disposez d'ouvrages ou d'articles de référence ou si vous connaissez des sites web de qualité traitant du thème abordé ici, merci de compléter l'article en donnant les références utiles à sa vérifiabilité et en les liant à la section « Notes et références ».
Laura Roslin est un personnage fictif de la série télévisée Battlestar Galactica, interprétée par l'actrice Mary McDonnell.

## Biographie
Laura Roslin est une femme d'une cinquantaine d'années, ancienne enseignante et secrétaire d'État à l'éducation du gouvernement de Richard Adar, avant la destruction des Douze Colonies de Kobol par les cylons. C'est une femme cultivée, généreuse, honnête et sensible. Elle a un cancer du sein, dépisté le matin de l'attaque des cylons. Cependant, elle guérit temporairement grâce à un traitement découvert par le Dr Gaïus Baltar. 
Dernière survivante du gouvernement Adar, elle devint, malgré sa 43e position dans l'ordre de succession, présidente par intérim des Douze Colonies de Kobol après l'holocauste nucléaire cylon. Plus tard, elle fait en sorte que le docteur Baltar devienne son vice-président. 
Bien que peu à peu proche de William Adama, commandant militaire de ce qui reste de la flotte coloniale, ils sont régulièrement en conflit sur certains sujets (opposition classique entre la vision des choses d'une femme civile et celle d'un homme militaire), ce qui la conduit même à passer quelque temps dans une cellule du Galactica, après avoir poussé Kara Thrace à désobéir et à partir sur Caprica pour rechercher la flèche d'Apollon. Après s'être échappée, Roslin fomente une mutinerie d'une partie de la flotte pour rejoindre la planète Kobol. 
Cependant, la situation critique de la flotte la force à prendre des décisions opposées à ses convictions. Ardente féministe, elle doit interdire l'avortement, pour stimuler la croissance démographique des quelques dizaines de milliers de survivants de la civilisation coloniale. Elle doit aussi séparer Sharon Valerii, un modèle humanoïde cylon numéro huit, de son enfant pour contrecarrer les plans cylons d'une hybridation entre les deux espèces. De même, opposée à la peine de mort, elle prend l'habitude de faire exécuter les cylons humanoïdes en les expulsant dans le vide spatial par les sas.
Cependant, elle a su gérer la flotte et permettre à l'humanité d'échapper à l'extinction totale. 
À l'origine peu religieuse, elle le devint quand la prêtresse Elosha lui révéla une ancienne prophétie. Cette prophétie raconte qu'après un cataclysme, un chef mourant conduira le peuple vers Kobol, puis vers la mythique planète Terre. Or, Laura Roslin a pris la présidence après l'attaque nucléaire des cylons, souffrait d'un cancer en phase terminale, et la flotte coloniale a retrouvé Kobol, ainsi que des indications quant à la position de la Terre. Roslin et beaucoup de coloniaux croyants pensent donc que la prophétie se réalise.
Lors des élections présidentielles qui ont lieu neuf mois après l'attaque, elle est battue de peu par son ancien vice-président Gaïus Baltar, et choisit de devenir institutrice sur Nouvelle Caprica. Durant l’installation des humains sur Nouvelle Caprica, Laura Roslin et William Adama ont une relation/aventure (ils y font référence lors de l'épisode 15 de la saison 3.) À partir de ce moment leur relation évolue pour, à la fin, devenir une réelle relation amoureuse. 
Durant sa présidence, elle subit l'opposition permanente de l'ancien terroriste Tom Zarek, délégué de Saggitaron au Quorum des Douze. Celui-ci fomente la trahison de Baltar et le fait gagner grâce à ses conseils politiques avisés. Cependant, il aide considérablement Roslin  après l'évacuation de Nouvelle Caprica lorsqu'elle s'oppose aux militaires du Galactica et elle le garde comme vice-président après son retour à la tête de l'exécutif, jusqu'à ce que Zarek tente de s'emparer du pouvoir.
Ses combats aussi bien politiques que personnels en font un des personnages les plus touchants de Battlestar Galactica.
Le BlackBird, un aéronef furtif conçu par Galen Tyrol (Épisode 09 -Saison 2 - Fligh Of The Phoenix) est baptisé "Laura" afin de garder à jamais la mémoire de ce « leader mourant », cependant il est détruit au moment où Laura Roslin est guérie du cancer par le professeur Baltar. 
Lors de l'installation des survivants de la flotte sur la nouvelle Terre, elle part à la découverte de la faune de la nouvelle Terre avec William Adama et meurt peu après.